# Pierre Milloz
Pour les articles homonymes, voir Milloz.
Pierre Milloz, né le 3 septembre 1927 à Alger et mort le 14 juillet 2022 à Issy-les-Moulineaux, est un homme politique et haut fonctionnaire français.

## Biographie
Diplômé de l'Institut d'études politiques de Paris (section Service public, promotion 1947), ancien élève de l'École nationale d'administration (promotion Alexis-de-Tocqueville, 1960), docteur d'État en droit public (1982), Pierre Milloz est inspecteur général honoraire du ministère de l’Industrie.
Il est connu pour avoir produit[Quand ?] des rapports sur l'immigration en France (« rapport Milloz ») sur lesquels s'est appuyée la politique du FN. Ces rapports ont été contestés par Pierre-André Taguieff et Michèle Tribalat dans un ouvrage intitulé Face au Front national : Arguments pour une contre-offensive (1998). L'année suivante, Pierre Milloz publie L'immigration, rapport Milloz II : Réplique à Pierre André Taguieff et à Michèle Tribalat (1999) où il conteste les arguments et les chiffres de Mme Tribalat. Néanmoins, il s'avère que Mme Tribalat a mené par la suite des recherches l'ayant conduite à publier Les yeux grands fermés, un essai dans lequel elle montre que les statistiques sont insuffisantes et les coûts de l'immigration grandement sous-évalués.
Entre 1990 et 2003, Pierre Milloz fait partie du Front national. Il a été conseiller régional de France-Comté de 1998 à 2004. Il fut président du Conseil régional de Franche-Comté durant trois semaines en 1998 en tant que doyen d'âge. Il a appartenu au conseil scientifique du FN.
Il a été membre du comité d'honneur de Voix des Français.
Il est ensuite membre du Club de l'horloge (devenu Carrefour de l'horloge en 2015), dont il est le trésorier de 2005 à 2012[réf. souhaitée].
Il meurt le 14 juillet 2022 à Issy-les-Moulineaux à l'âge de 94 ans, et est inhumé le 21 juillet au cimetière parisien de Bagneux (division 34) après une cérémonie religieuse en l'église Saint-Pierre-du-Gros-Caillou.

## Ouvrages
- 1983 : Les Inspections générales ministérielles dans l'administration française, préf. François Goguel, Economica, 720 p.  (ISBN 2-7178-0643-1) Thèse de doctorat en droit remaniée, prix Paul Deschanel (Chancellerie des universités de Paris) et prix René Cassin 1984 (Académie des sciences morales et politiques)
- 1987 : Le Mal administratif : la fonction publique est-elle ingouvernable ?, préf. Alain Peyrefitte, Dunod, coll. « L'Œil économique », 226 p.  (ISBN 2-04-016913-X) Prix Lucien Dupont (Académie des sciences morales et politiques)
- 1987 : Faut-il normaliser l'ENA ?, avec le club Nouvelle frontière, préf. Jean Charbonnel, Economica, 154 p.  (ISBN 2-7178-1350-0)
- 1990 : Rapport Milloz : le coût de l'immigration, Délégation générale du Front national, 62 p.
- 1991 : Les étrangers et le chômage en France, Éditions nationales, 59 p.  (ISBN 2-909178-01-3)
- 1997 : L'Immigration sans haine ni mépris : les chiffres que l'on vous cache, Éditions nationales, 141 p.  (ISBN 2-909178-40-4)
- 1999 : L'Immigration, rapport Milloz II : réplique à Pierre-André Taguieff et à Michèle Tribalat, Objectif France, 79 p.  (ISBN 2-913744-01-X)
- 2011 : Le Cosmopolitisme ou la France : l'idéologie cosmopolite, voilà l'ennemi, Godefroy de Bouillon, 229 p.  (ISBN 978-2-84191-260-5)